# Microterys yunnanensis
Microterys yunnanensis är en stekelart som beskrevs av Tan och Zheng 1992. Microterys yunnanensis ingår i släktet Microterys och familjen sköldlussteklar. Inga underarter finns listade i Catalogue of Life.